# Фарідпур (зіла)
Фарідпур (бенг. ফরিদপুর জেলা) — округ у південно-центральній частині Бангладеш. Входить до складу відділу Дакка. На північному сході він обмежений річкою Падма. Район був названий на честь Фарід-уд-Діна Мас'уда, суфійського святого 13 століття. Окремий район був створений шляхом відокремлення району Дакка в 1786 році і отримав назву Дакка Джелалпур. Муніципалітет було засновано в 1869 році. Історично місто було відоме як Фатехабад. Його також називали Хавелі Махал Фатехабад.

## Історія

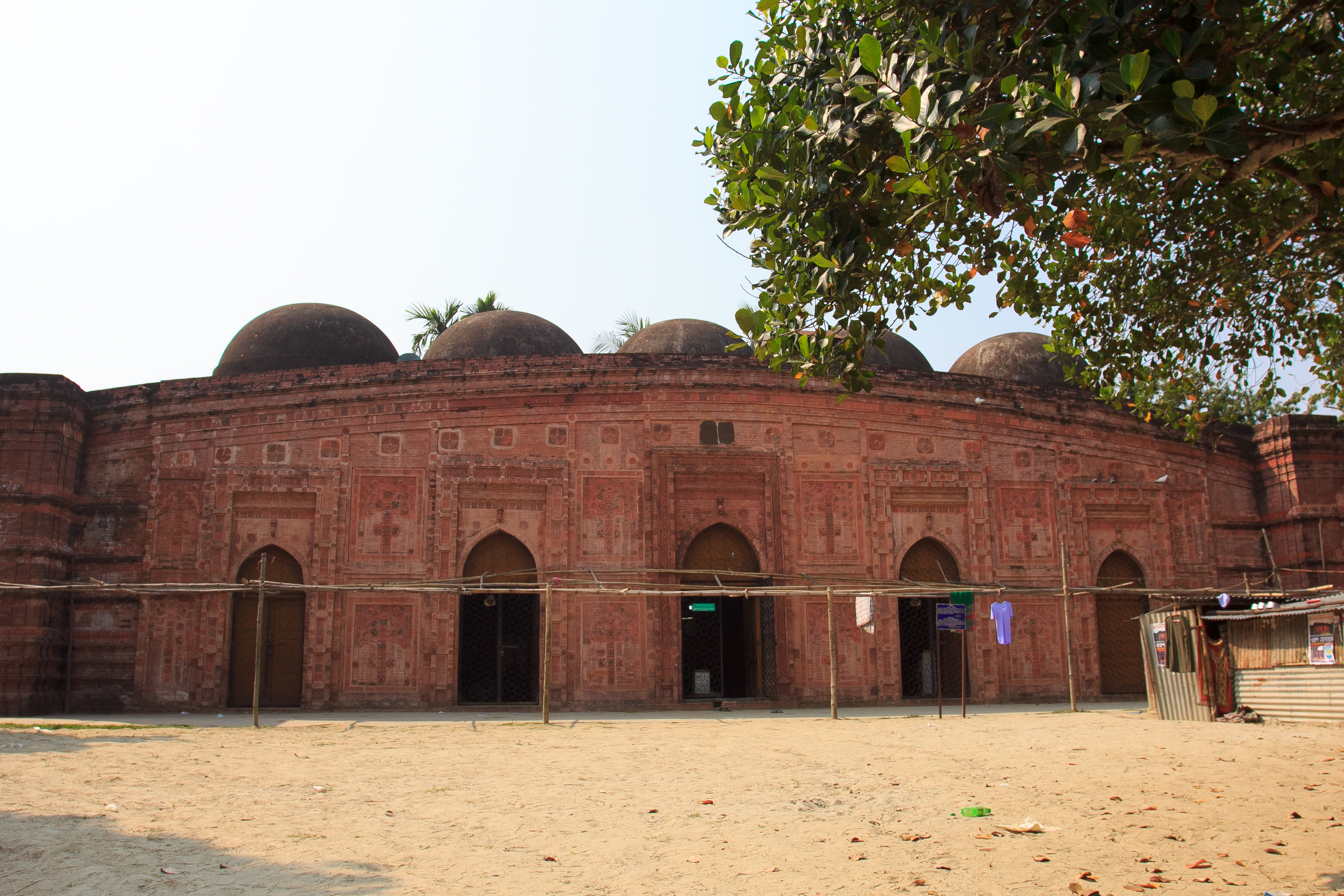
Мечеть Патрайл Шахі в Бханга Упазіла

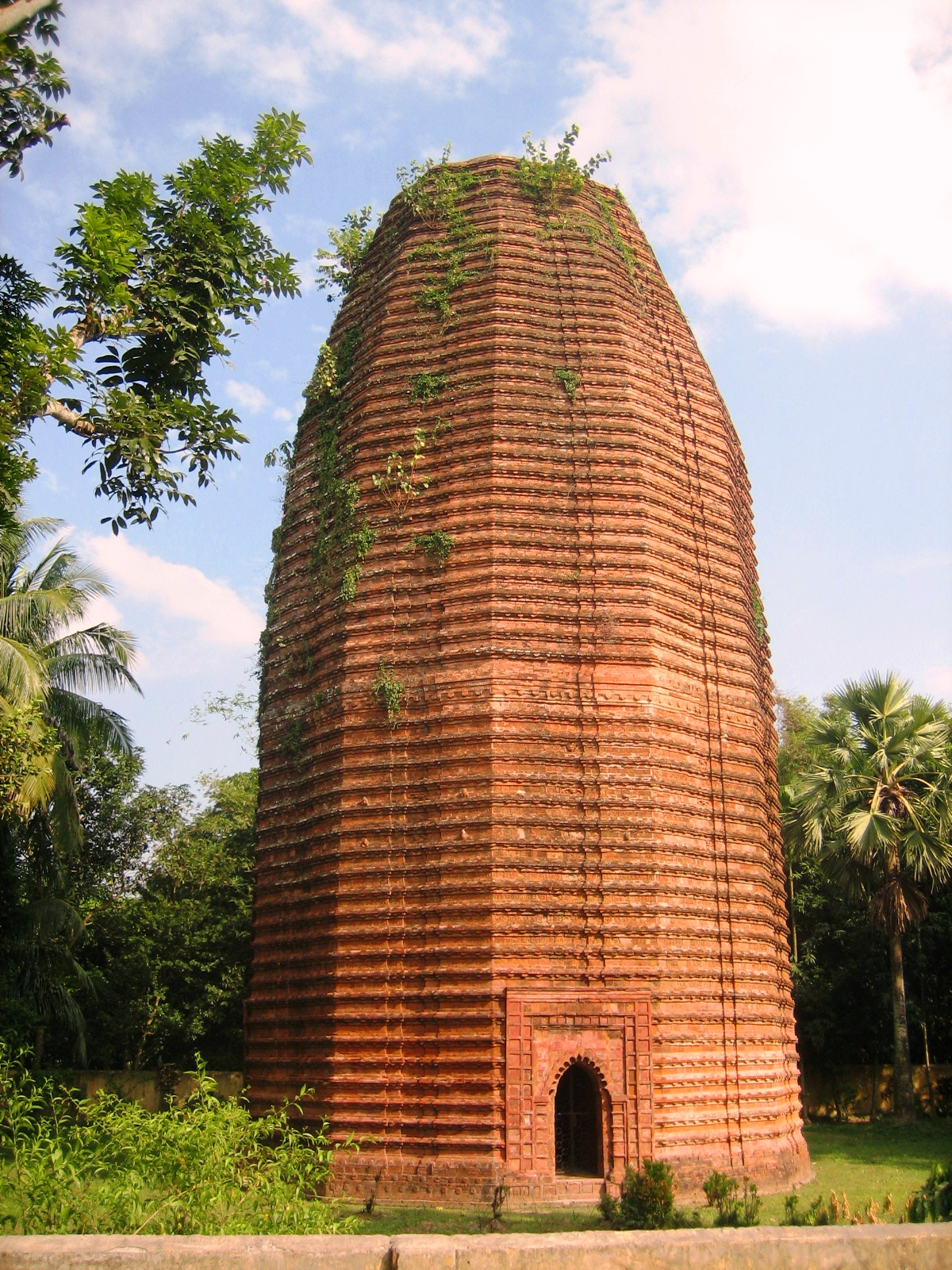
Матхурапур Деул в Мадхухалі Упазіла

Місто Фатехабад було розташоване біля потоку, відомого як Мертва Падма, протяжністю 32 км від головного русла річки Падма. Султан Джалалуддін Мухаммад Шах заснував монетний двір у Фатехабаді під час свого правління на початку 15 століття. Фатехабад залишався монетним двором Бенгальського султанату до 1538 року. В Айн-і-Акбарі він був названий Хавелі Махал Фатехабад під час правління імператора Акбара в Імперії Великих Моголів. Португальський картограф Жоао де Баррос згадав його як Фатіабас. Голландська карта Ван ден Броука описує його як Фатур.
Його перша згадка в бенгальській літературі була Даулат Узір Бахрам Хан у його адаптації Лейла і Меджнун.
Фатхабад був стратегічно важливою базою на півдні та південному заході Бенгалії. Це був добре розвинений міський центр. Місто було домом для важливих урядовців Моголів, включаючи генералів, державних службовців і джагірдарів. Під час правління імператора Джахангіра в 17 столітті місцеві заміндари Сатраджит і Мукунд чинили опір уряду Великих Моголів. У 19 столітті місто було перейменовано на Фарідпур на честь суфійського святого Шаха Фарідуддіна Масуда, послідовника ордена Чішті Аджмера. Хаджі Шаріатулла та Дуду Міян очолювали консервативний рух фараїзі у Фарідпурі на початку 19 століття.

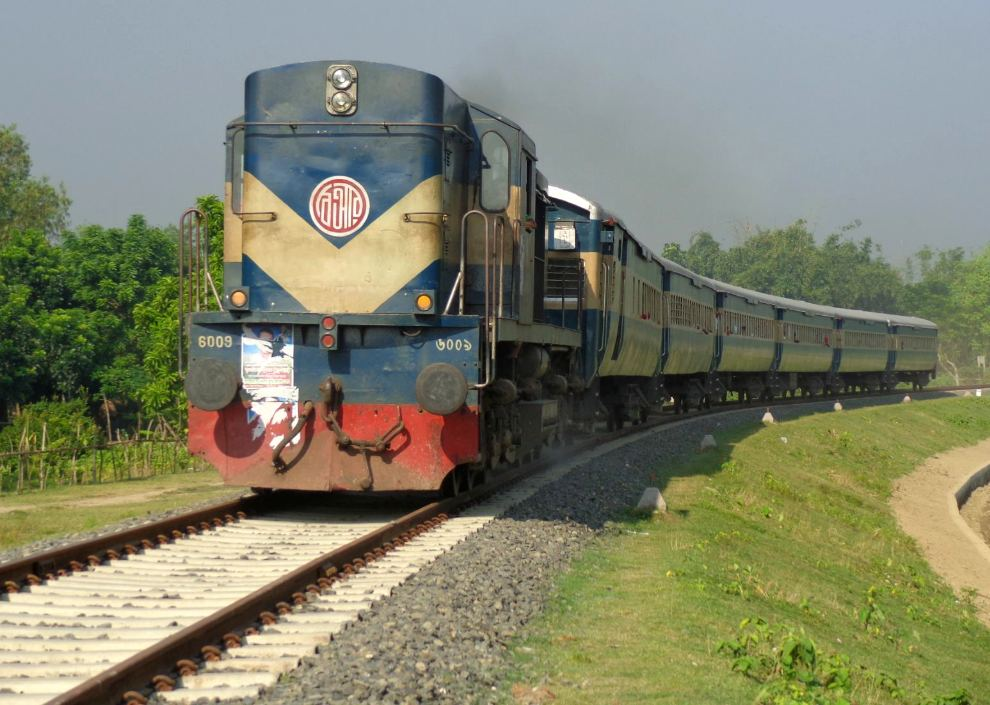
Faridpur Express Бангладешської залізниці

## Адміністративно-територіальний поділ
Район має 9 упазіл, 4 муніципалітети, 36 районів, 100 махал, 79 союзів і 1899 сіл. Район має чотири парламентські виборчі округи в Джатійо Сангшад . Рада округу Фарідпур є найвищим рівнем місцевого самоврядування.

### Список упазіл
- Альфаданга Упазіла
- Бханга Упазіла
- Боалмарі Упазіла
- Чарбхадрасан Упазіла
- Фарідпур Садар Упазіла
- Мадхухалі Упазіла
- Нагарканда Упазіла
- Садарпур Упазіла
- Салта Упазіла

## Економіка
Фарідпур є важливим центром торгівлі джутом і рибою хілса. Його промисловий сектор включає численні джутові, цукрові заводи та теплову електростанцію потужністю 50 МВт.
З точки зору транспорту, Фарідпур є важливим вузлом Бангладешської залізниці, її колії з’єднані з Індійською залізницею в Західній Бенгалії. Він пов'язаний дорогою з Куштією, Мегерпуром, Кхулною, Барісалом і Джессором.